# Los hermanos Torterolo
Los hermanos Torterolo fue una telecomedia argentina, que alcanzó popularidad, y fue de los primeros programas en color de Canal 13. Se emitió en 1980 y 1981.
Fue escrita por Gius, Hugo Moser y Gilberto Rey, y dirigida por Rodolfo Hoppe y Hugo Moser.

## Argumento
Dos hermanos Julio y Julian dirigen una revista de historietas basada en el personaje pugilístico "Rocky Torterolo".

## Elenco
- Jorge Martínez (Julio Torterolo)
- Gilda Lousek (Greta Torterolo)
- Gianni Lunadei (Julián Torterolo)
- Jorge Barreiro (Javier Barreto)
- Cristina del Valle (Mercedes Achaval Peldañez)
- Hugo Arana (Orozco, el rey de las manganetas)
- Marcelo Marcote (Marianito)
- Perla Caron
- Silvia Pérez
- Miguel Jordán
- Stella Maris Lanzani (Marita Bontivoglio)
- Sakemoto
- Ana María Cores (Anita Petraglia)
- Luis Albano
- Pablo Codevila
- Vicky Olivares
- Hugo Caprera
- Guillermo Francella
- Luisa Kuliok
- Mima Araujo
- Alfredo Salinas
- Hilda Viñas
- Lucrecia
- Liliana Cappagli
- Beto Gianola
- Jorge Salinas